# Дом-музей Саттара Бахлулзаде
Дом-музей Саттара Бахлулзаде (азерб. Səttar Bəhlulzadənin ev-muzeyi) — дом-музей, организованный в доме, где жил и творил народный художник Азербайджана Саттар Бахлулзаде. Расположен в посёлке Амирджаны Сураханского района. Открытие музея состоялась 22 мая 2014 года.

## История создания
После смерти Саттара Бахлулзаде встал вопрос об организации его музея. Для этого большого здания мечети в Амирджанах, построенной нефтепромышленником Муртузой Мухтаровым, выселили ткацкую фабрику, предоставив ей другое помещение, а в мечети устроили музей, где были выставлены произведения художника. Вскоре это здание вновь начало функционировать как мечеть. Картины же поместили в доме Бахлулзаде. Этот дом был построен самим художником рядом с домом его отца, где он родился, на собственные средства, заработки последнего времени. После кончины Бахлулзаде в этом доме поселился его племянник, сын сестры, Рафаэль Абдинов со своей семьёй.
Когда главой исполнительной власти Сураханского района стал Гаджибала Абуталыбов, он объявил, что район, славящийся именем художника, обязательно должен иметь музей республиканского масштаба. Абуталыбов начал добиваться этого. Став мэром города Баку, он предоставил племяннику Бахлулзаде квартиру в центре города, уверенный, что проблема решена. Однако, в доме поселилась семья другого родственника Саттара Бахлулзаде.

## Открытие
22 мая 2014 года в этом доме состоялось открытие после капитального ремонта и реконструкции, с обновленными художественными экспозициями и интерьером Дома-музея Саттара Бахлулзаде. Музей был создан согласно распоряжению президента страны Гейдара Алиева от 1994 года. В мероприятии приняли участие видные общественные деятели, представители культуры и искусства, члены семьи Саттара Бахлулзаде, жители посёлка. На открытии выступило трио исполнителей мугама — Фируз Сахавет (ханенде), Хаям Мамедов (кяманча) и Алиага Садиев (тар), а также хор детской школы искусств № 3 поселка Амирджаны под управлением Сабины Гаджиевой. Также на мероприятии были представлены работы детей Творческого центра имени Саттара Бахлулзаде. В этот день с речами выступили Министр культуры и туризма Азербайджана Абульфаз Гараев, председатель Союза художников Азербайджана Фархад Халилов, художник Гусейн Хагвердиев, подаривший Дому-музею картину своего отца Гасана Хагвердиева, нарисованную в 1973 году, на которой был изображён Саттар Бахлулзаде, а также директор Дома-музея Ирада Абдинова (племянница Саттара Бахлулзаде).

## Экспозиция
Музей состоит из двух этажей и двора. Экспозиция музея расположена в 5 комнатах и коридоре второго этажа. В коридоре музея выставлены как персональные фотографии художника, так и фотографии с другими художниками, а также репродукция его картины «Юхары дашалты». В малой комнате выставлены репродукция картины «Джоратские дыни», кисти и краски художника, а также заметки о Саттаре Бахлулзаде в прессе и научных изданиях.
В зале демонстрируются репродукции картин «Моя мать», «Слезинки Кяпаза», «Базардюзю», бюст художника работы Пинхоса Сабсая. На витринах выставлены поздравительные письма и телеграммы в адрес художника, каталоги на различных языках, личные документы и приглашения на персональные выставки.
В другой комнате выставлены фотографии Бахлулзаде и его матери Окумы-ханум, репродукции картин «Долина Гудиал-чай», «Физули», «Меджнун», личные книги художника, книги подаренные его друзьями, а также книги о самом Бахлулзаде, мольберт художника, его палитра, кисти, письменный стол, радио и другие предметы.
В феврале 2024 года коллекция музея пополнилась слайдами картин, портретом Саттара Бахлулзаде, архивными слайдами.

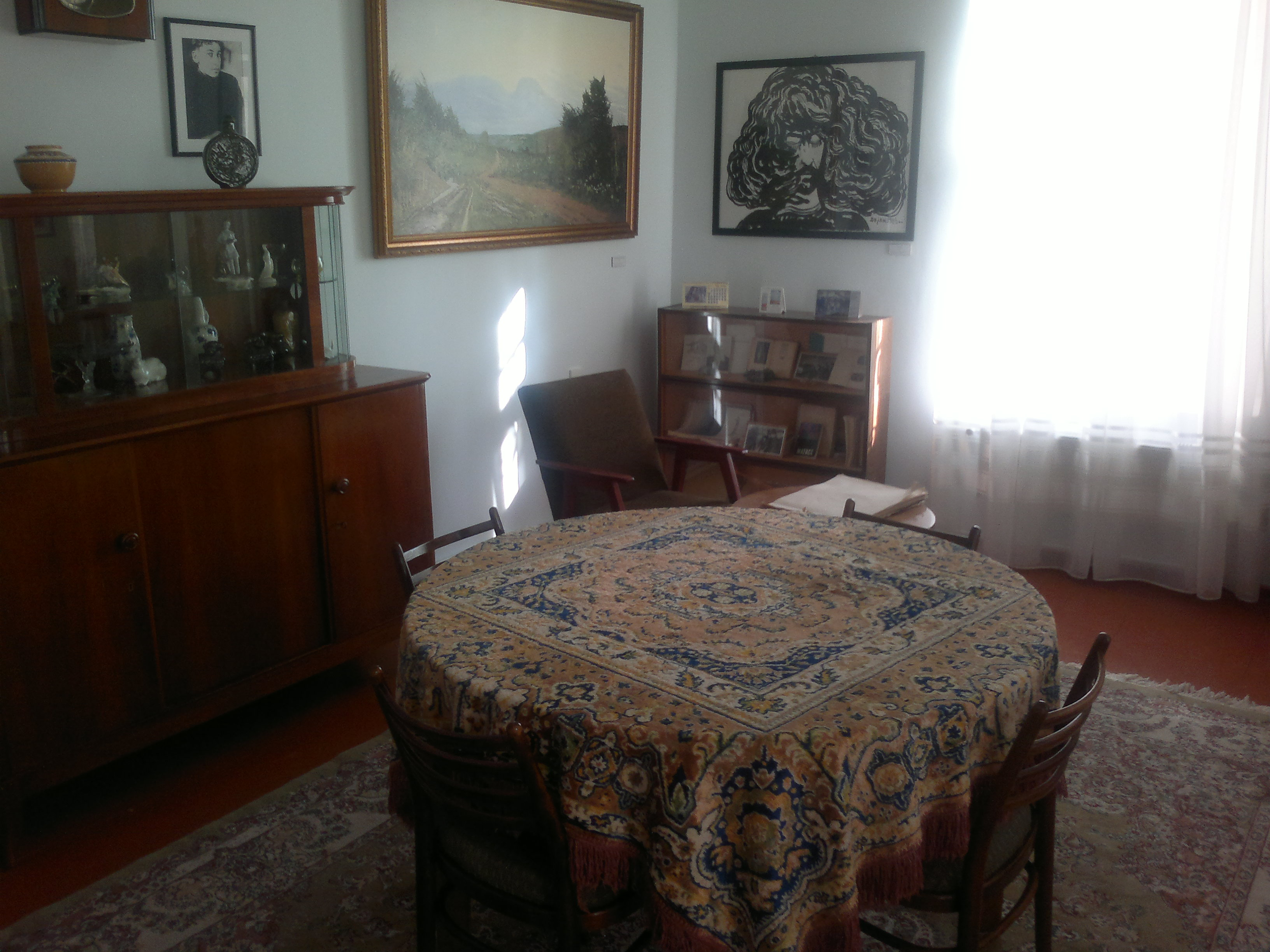
Гостиная
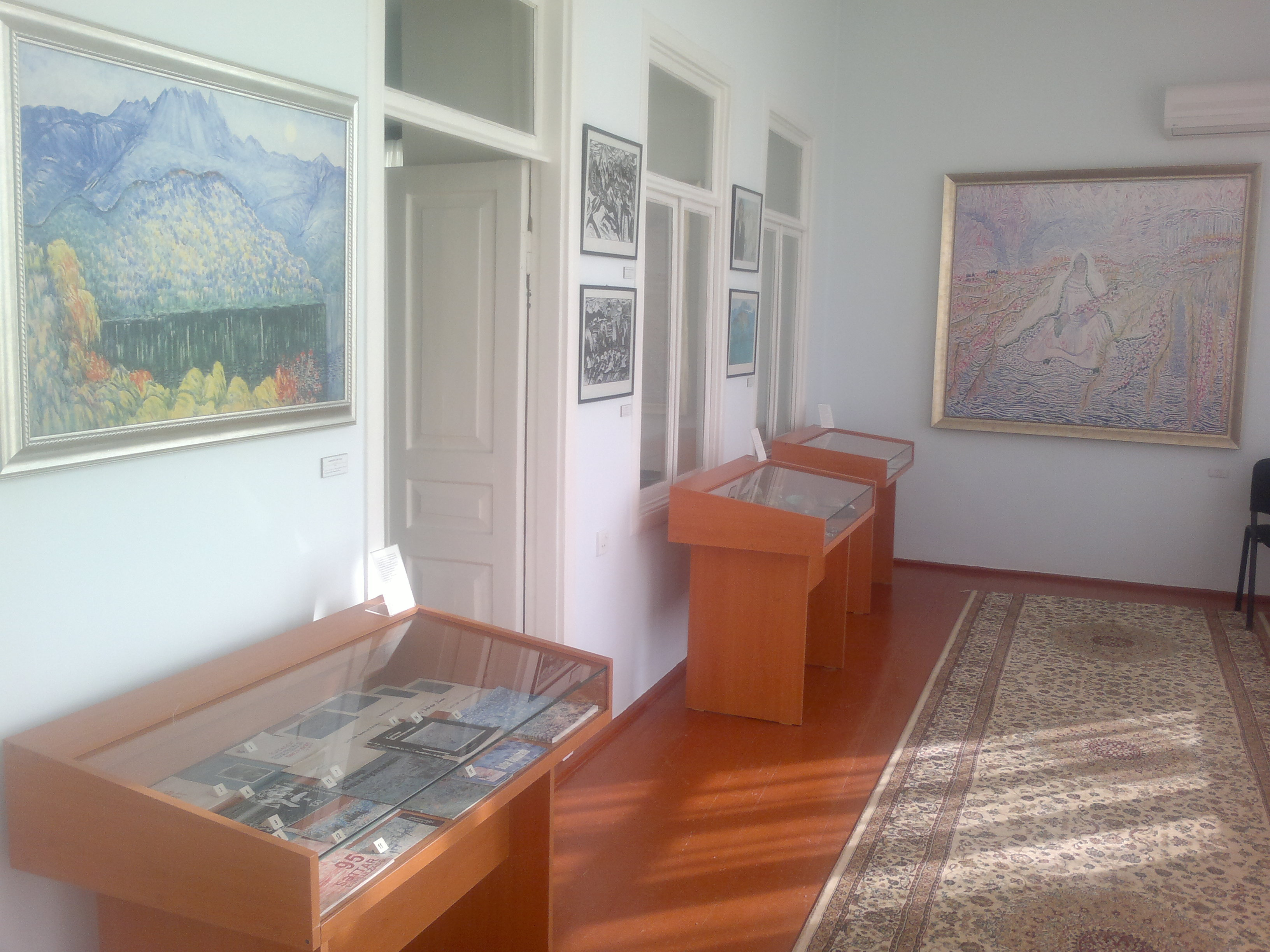
Коридор
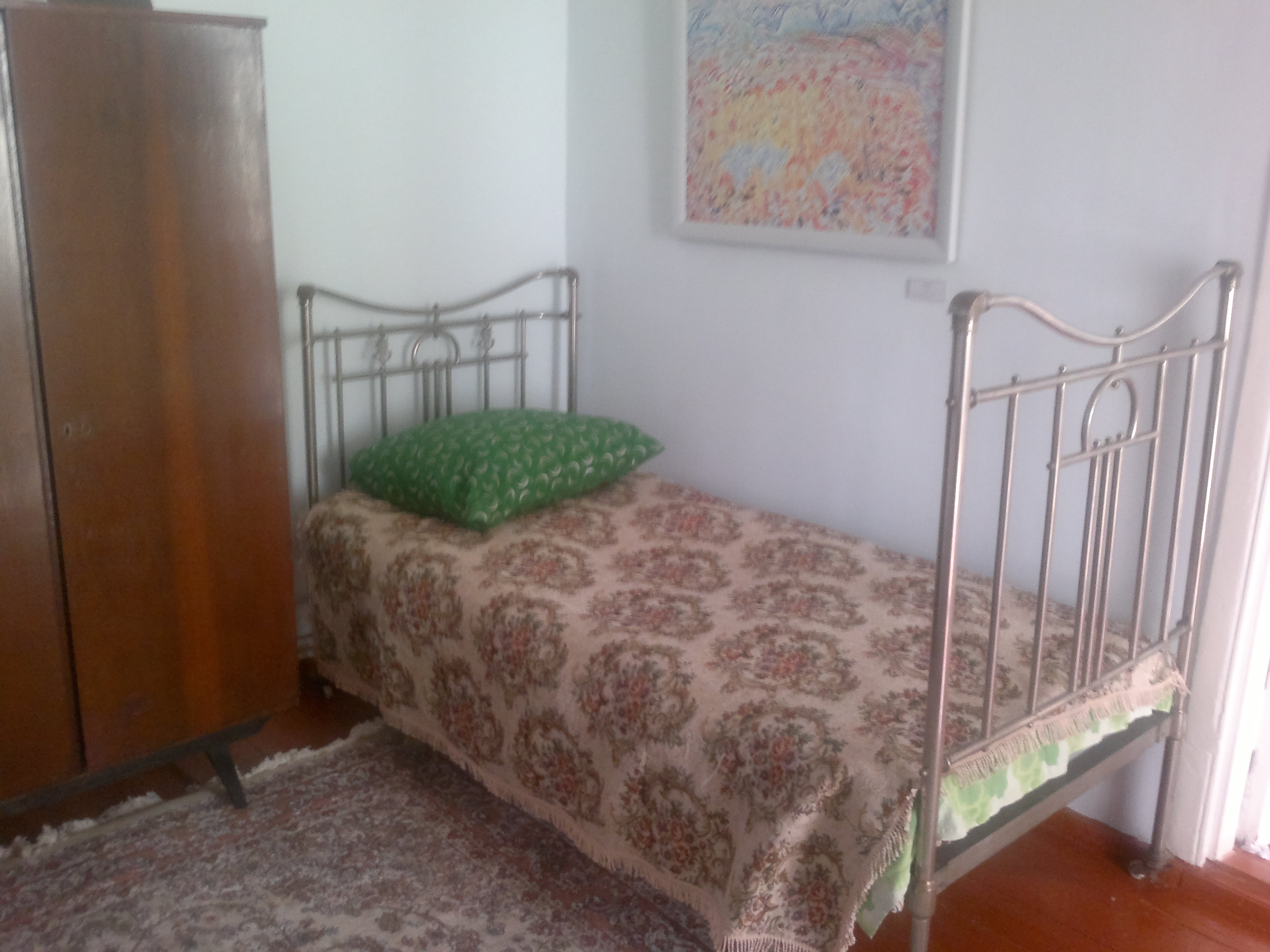
В спальне художника
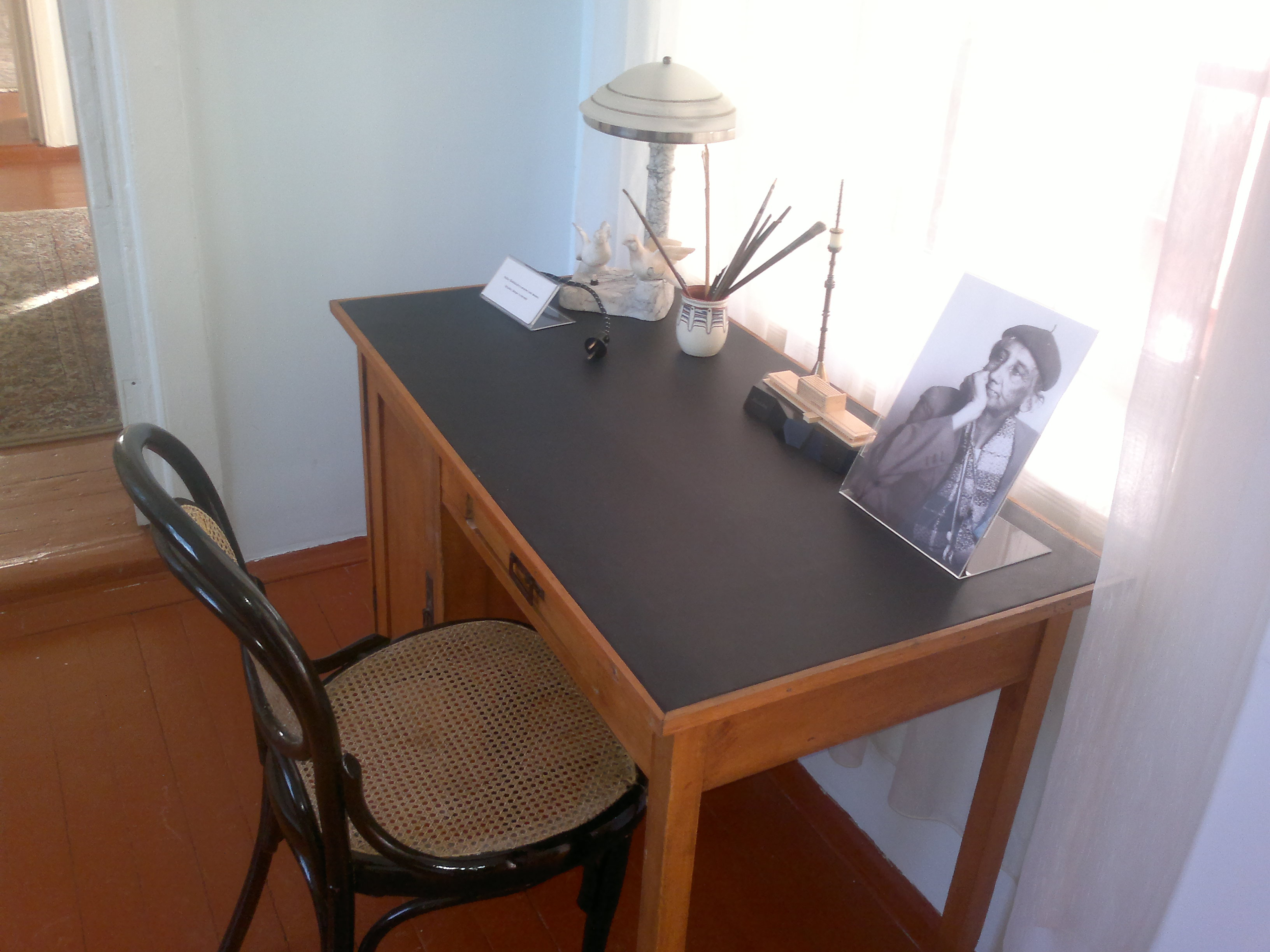
Письменный стол художника
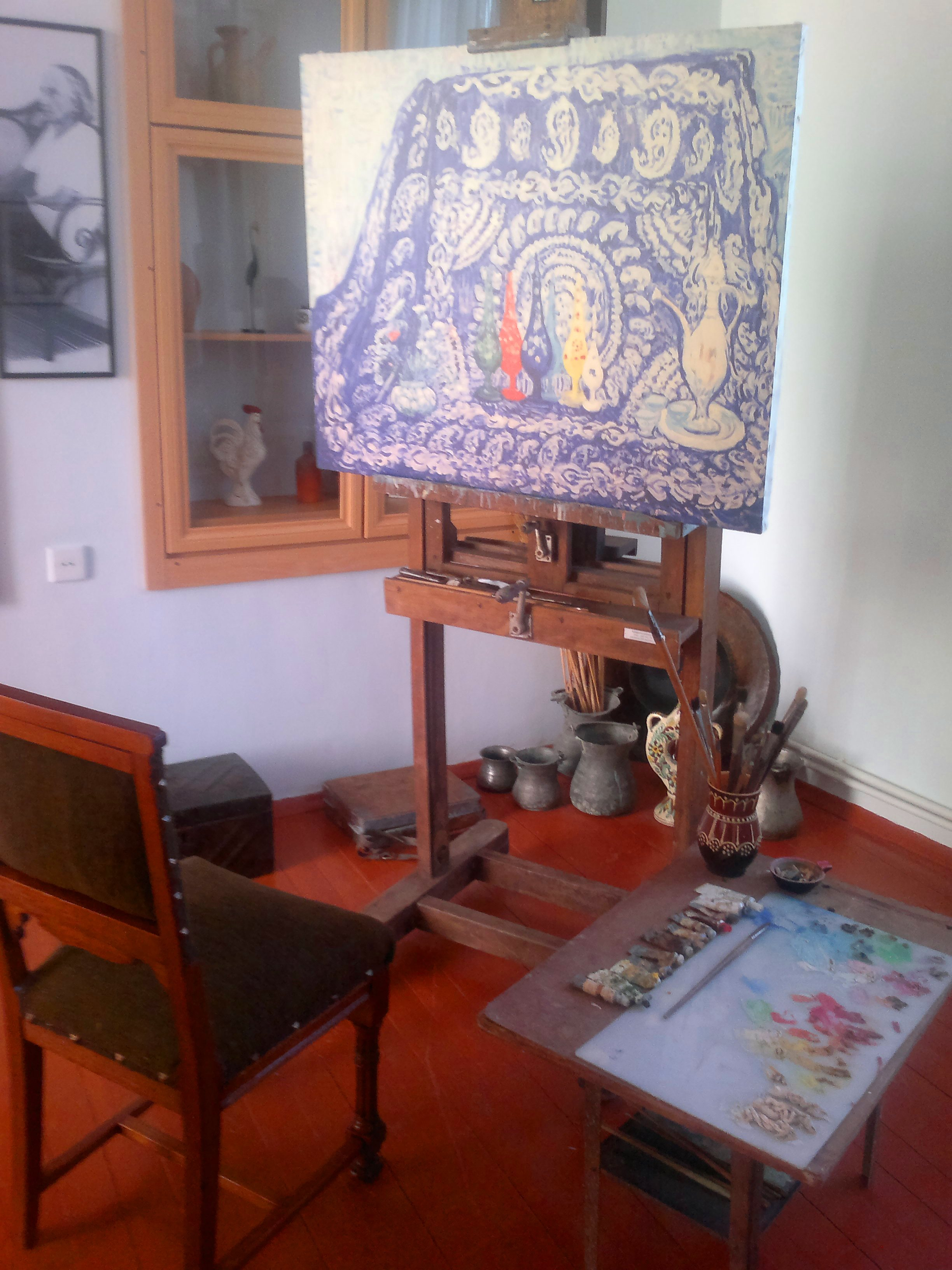
Мастерская художника
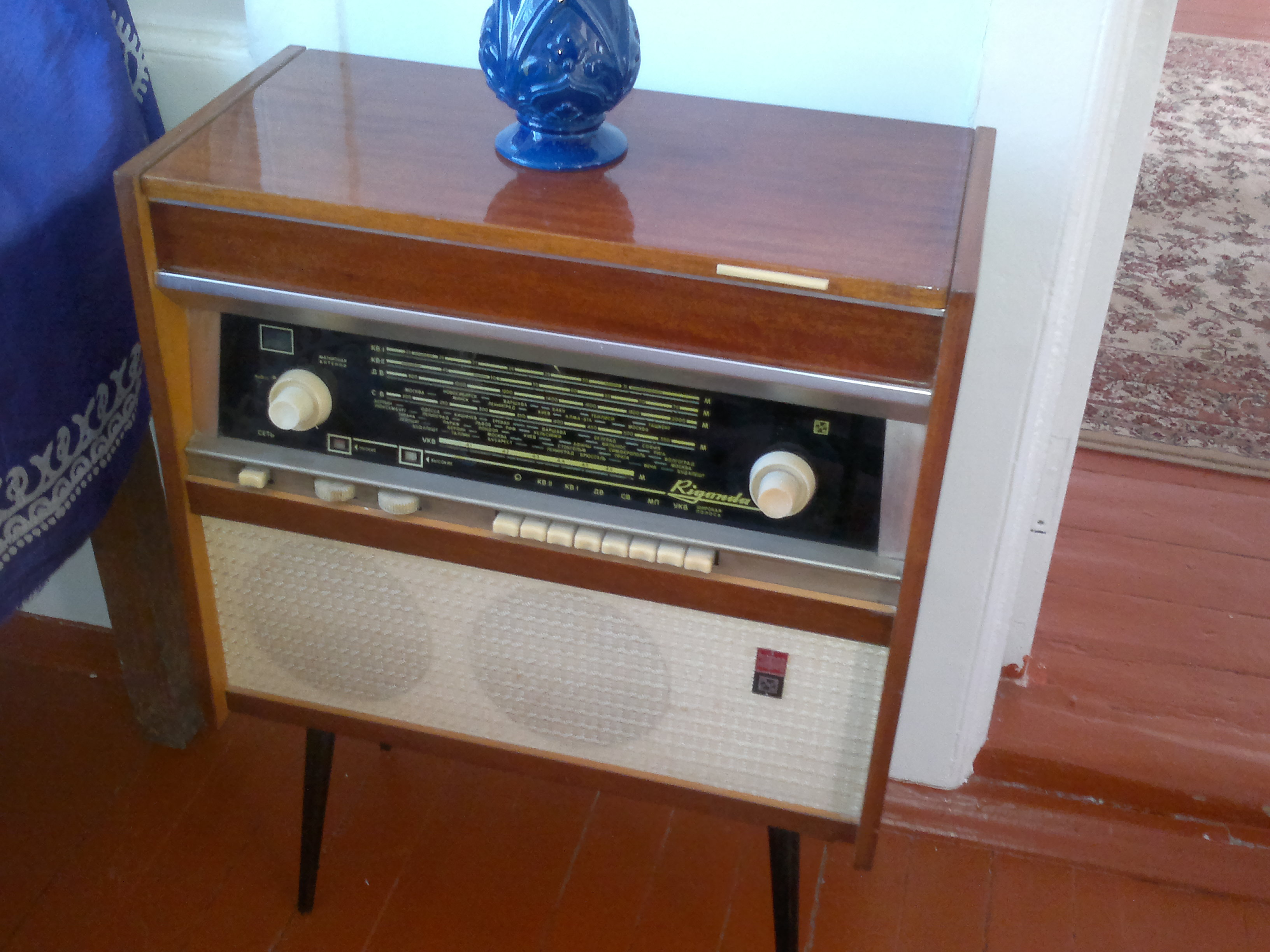
Радио
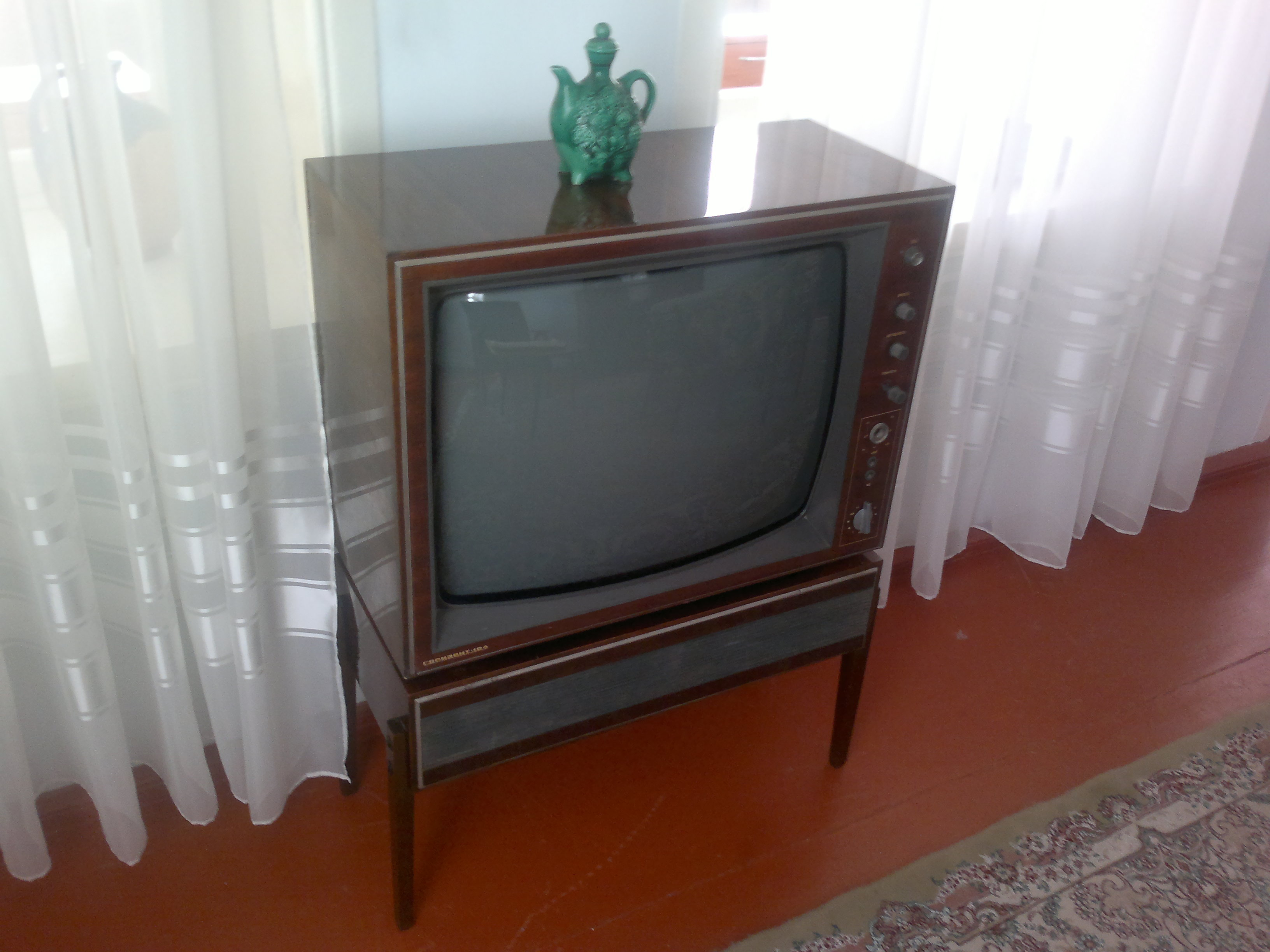
Телевизор
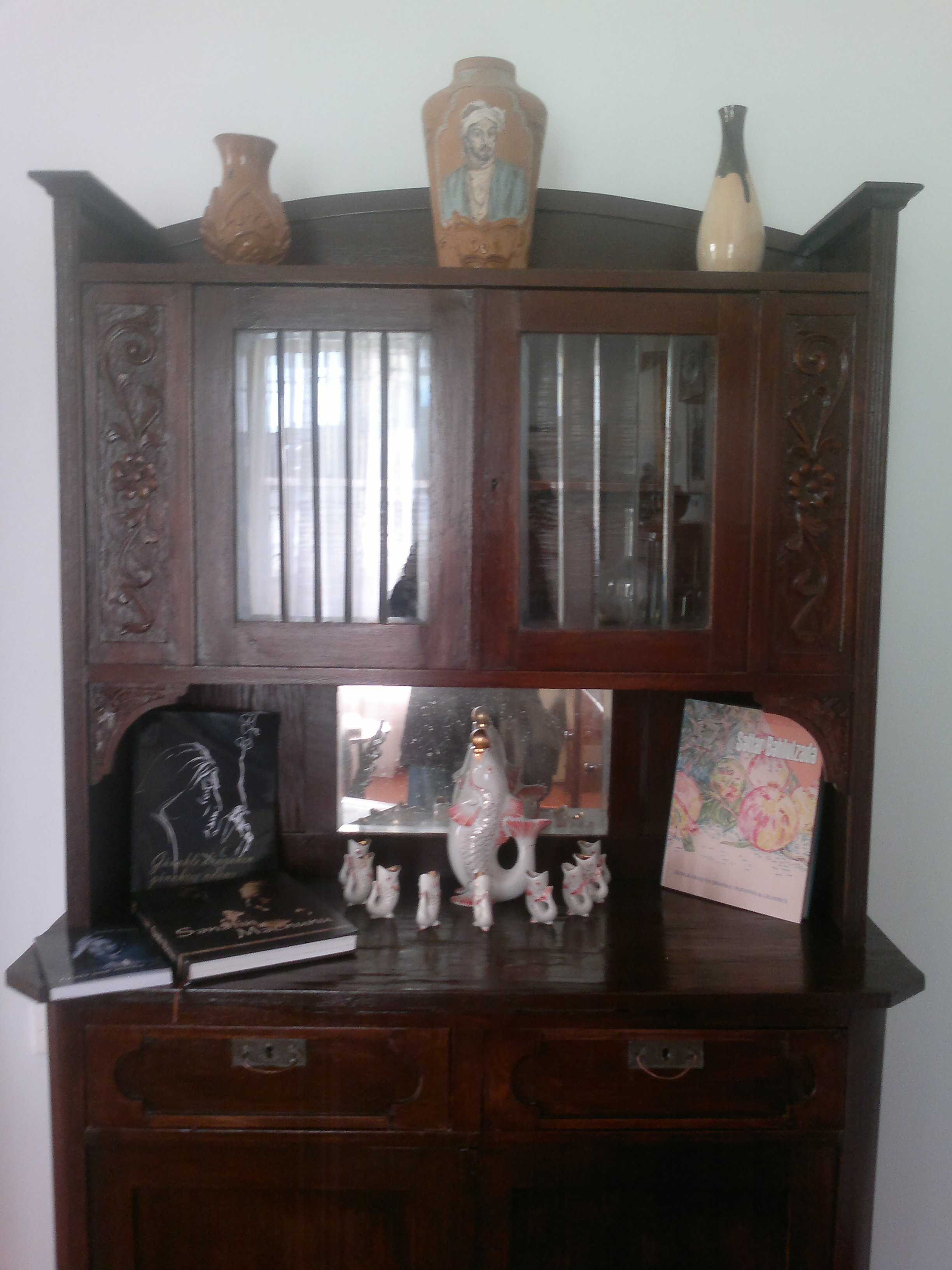
Шкаф